# Je m’appelle Barbra
Je m’appelle Barbra – ósmy album amerykańskiej piosenkarki Barbry Streisand, wydany w 1966 roku. Album zawiera część piosenek wykonanych w języku francuskim.
Płyta dotarła do miejsca 5. na liście sprzedaży w USA, gdzie w 2002 roku otrzymała certyfikat złotej.

## Lista utworów
Strona A
| 1. | „Free Again”          | 3:43  |
|    |                       |       |
| 2. | „Autumn Leaves”       | 2:50  |
|    |                       |       |
| 3. | „What Now My Love”    | 2:41  |
|    |                       |       |
| 4. | „Ma première chanson” | 2:19  |
|    |                       |       |
| 5. | „Clopin clopant”      | 3:10  |
|    |                       |       |
| 6. | „Le Mur”              | 2:34  |
|    |                       |       |
|    |                       | 17:17 |
|    |                       |       |
Strona B
| 1. | „I Wish You Love”        | 3:01  |
|    |                          |       |
| 2. | „Speak to Me of Love”    | 2:52  |
|    |                          |       |
| 3. | „Love and Learn”         | 2:29  |
|    |                          |       |
| 4. | „Once Upon a Summertime” | 3:37  |
|    |                          |       |
| 5. | „Martina”                | 2:21  |
|    |                          |       |
| 6. | „I’ve Been Here”         | 2:31  |
|    |                          |       |
|    |                          | 16:51 |
|    |                          |       |

## Twórcy
- Barbra Streisand – śpiew
- Michel Legrand – aranżacje
- Ray Ellis – aranżacja „What Now My Love”
- Maurice Chevalier – esej
- Nat Shapiro – esej
- Richard Avedon – fotografia

## Notowania
| Kraj                              | Pozycja |
| --------------------------------- | ------- |
| Stany Zjednoczone (Billboard 200) | 5       |

## Certyfikaty
| Kraj                     | Certyfikat  |
| ------------------------ | ----------- |
| Stany Zjednoczone (RIAA) | złota płyta |